# Oflag XI A Osterode
Oflag XI A Osterode – niemiecki hitlerowski obóz jeniecki (oflag) przeznaczony dla oficerów polskich i ich ordynansów, istniejący podczas II wojny światowej. 
Oflag XI A był ulokowany nieopodal miasteczka Osterode am Harz (Osterode w górach Harz) w centralnych Niemczech. Prawdopodobnie istniał wcześniej, jeszcze przed pierwszymi transportami oficerów polskich, które przybywały tu od końca września 1939 roku. Przybyli do obozu w dniu 10 października mieli już numery ponad 1000. Po dołączeniu do obozu jeńców ze zlikwidowanego oflagu IX B, liczba więźniów przekroczyła 1800. 
 Z niemieckojęzycznych stron internetowych można wyciągnąć wnioski, że mógł tam być wcześniej obóz dla antynazistów.

## Organizacja obozu

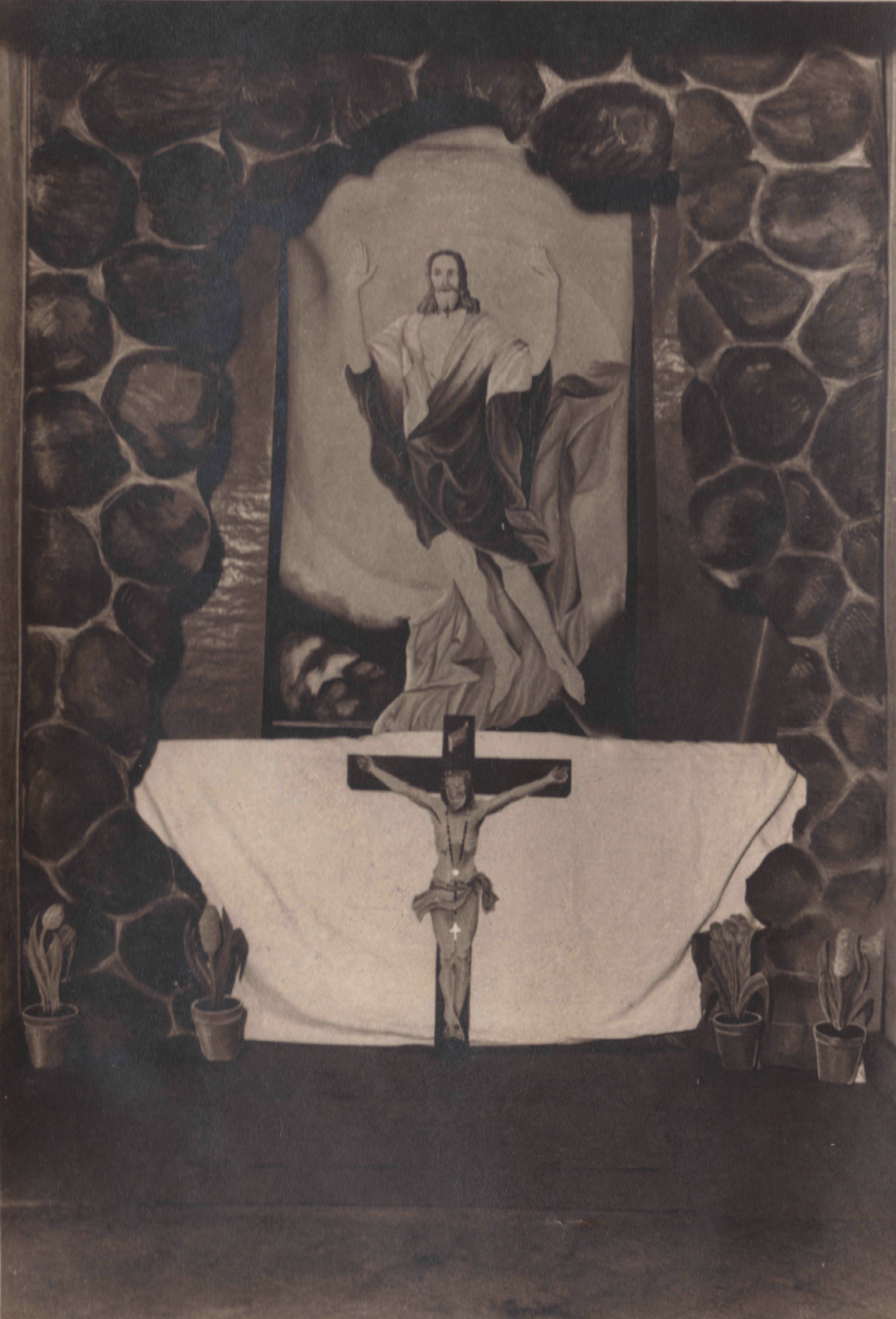
Ołtarz w kaplicy obozowej – 1940 r.

Obejmował kilkanaście drewnianych baraków parterowych. Dookoła były podwójne druty kolczaste, a w środku między nimi zwoje drutów spiralnych. Przed płotami od wewnętrznej ich strony był tzw. „potykacz”, czyli niski drut kolczasty ostrzegawczy, którego nie wolno było przekraczać. Wyznaczał on strefę zakazaną, po przekroczeniu której wachmann (strażnik obozowy) mógł do jeńca strzelać. Na każdym rogu płotów zewnętrznych obozu oraz pośrodku najdłuższych jego boków, znajdowały się wieże wartownicze wyposażone w karabin maszynowy, reflektor i telefon. W każdym baraku zakwaterowanych było około 200 osób w pokojach zasadniczo 8-, 10- i 12-osobowych. Znaczniejsi oficerowie mieszkali w pokojach mniejszych. W każdym baraku były urządzenia sanitarne: ustępy i umywalnie. Łóżka na salach były piętrowe. Kilka razy dziennie, dwa lub trzy razy odbywały się apele, na których jeńcy stali na zbiórce, a po sprawdzeniu obecności polski dowódca składał raport dowódcy lub oficerowi niemieckiemu. Często Niemcy przeprowadzali rewizje w poszukiwaniu niedozwolonych książek i przedmiotów – szczególnie radia, za posiadanie którego groziły surowe kary.

## Organizacja życia

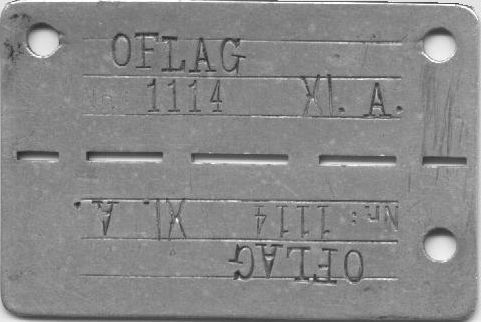
Na zdjęciu aluminiowy nieśmiertelnik jeńca

Pierwotnie po przybyciu transportu zakwaterowywano go w dużej hali, gdzie na betonie była tylko słoma. Z szopy, kolejno grupami prowadzano jeńców do odwszawiania i do łaźni, a dopiero po tym do baraku. Każdy jeniec był fotografowany z trzymaną na wysokości piersi czarną tabliczką, na której wypisany kredą był przypisany danemu jeńcowi kolejny numer ewidencyjny i numer obozu np. 1114 / XI A. Numer ten (fotografia) był wybity na wydanej jeńcowi tabliczce oraz należało go wypisać na bieliźnie osobistej, którą oddawano do prania. 

## Warunki socjalno-bytowe

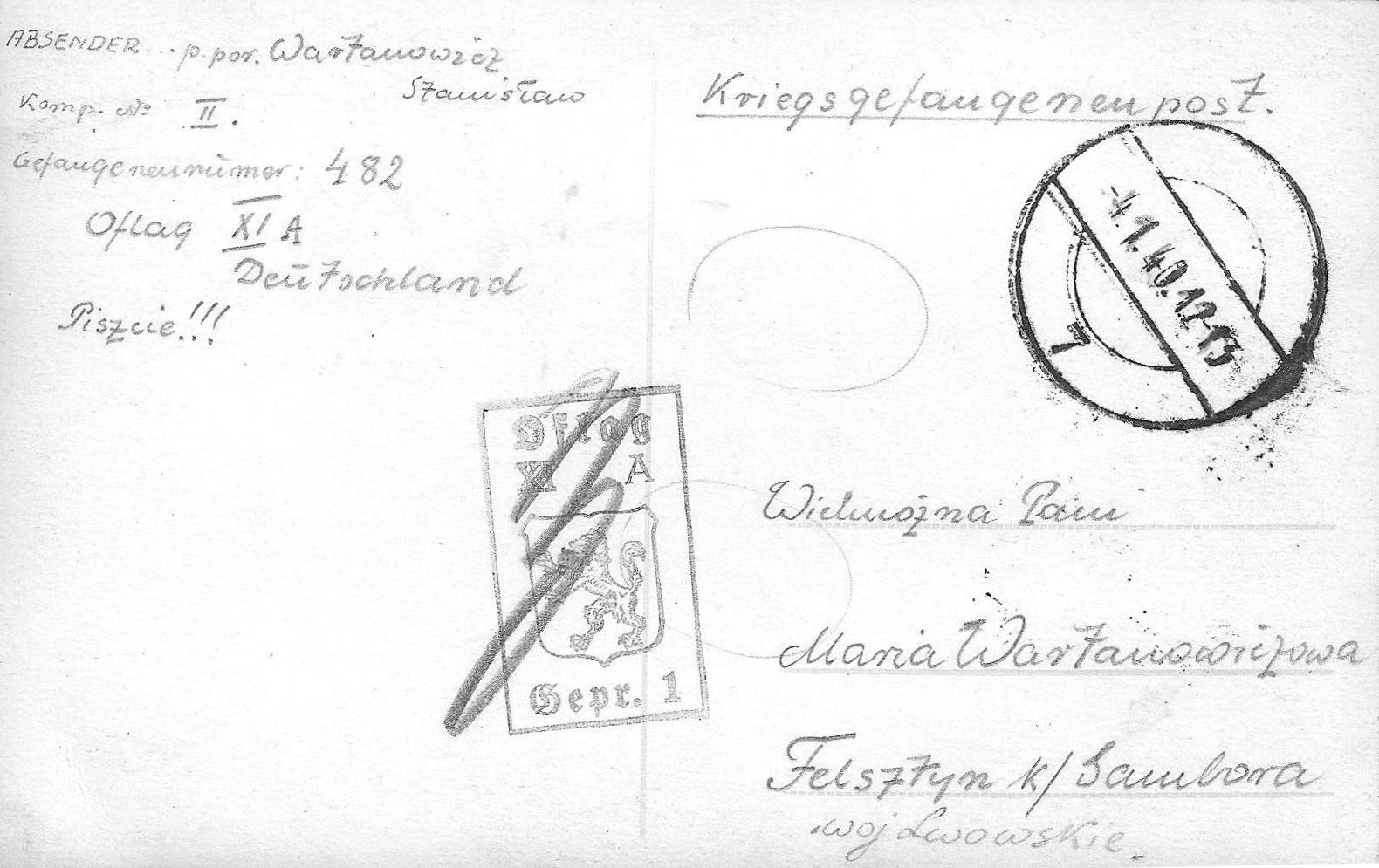
Odwrotna strona zdjęcia przesłanego przez ppor. Stanisława Wartanowicza

Każdy oficer otrzymywał żołd w zależności od stopnia. Podporucznik dostawał 72, kapitan 96 marek miesięcznie, wypłacane co dekadę. Były to tzw. „Lagermarki” czyli waluta obowiązująca na terenie obozu. Początkowo można było w kantynie kupić za nie: piwo, wino, jabłka, pastę do zębów, wodę kolońską, karty do gry, żyletki. W późniejszym okresie piwo i owoce znikły, jedzenie było coraz gorsze, przeważnie zupa z brukwi, w której trudno było znaleźć ziemniaka. Po skontaktowaniu się z rodziną, na adres obozu mogła ona przysyłać paczki z produktami żywnościowymi. Ważne były produkty z witaminą "C", której brak był szkodliwy dla uzębienia. W późniejszym czasie możliwe też było przesłanie pieniędzy rodzinom.

## Kultura i rozrywka
Po pierwszym szoku spowodowanym klęską wrześniową jeńcy powoli dochodzili do równowagi. Zaczynali uprawiać sport. Niemcy zezwolili na organizację drużyn piłki nożnej. W Osterode były 4 drużyny: Wisła, Polonia, Warta i Pogoń. Grano też w siatkówkę.
Z przysyłanych od rodzin książek utworzono bibliotekę obozową. Książki przysyłała też organizacja Czerwonego Krzyża. Organizowano różne kursy, uczono się języków obcych. Powstał teatr obozowy i różne zespoły muzyczne. Na dziedzińcu obozu była niemiecka „szczekaczka” ale ciekawsze dla jeńców były wiadomości z przemyconego do obozu radia.

## Dowódcy
Polskim dowódcą obozu XI A w Osterode, przed którym nawet Niemcy stawali na baczność, był krótko – Józef Wichliński-Mielżyński (1901–1943), były powstaniec wielkopolski, zwany "rotmistrz hrabia Mielżyński", a dowódcą niemieckim – generał w stanie spoczynku, który ze względu na swoją przypadłość (był kulawy) nazywany był „Kuternogą”. Dlatego po terenie obozu jeździł konno.

## Ucieczki
Z obozu Osterode żadnych ucieczek nie zorganizowano.

## Likwidacja
W dniu 1 sierpnia 1940 obóz XI A – Osterode rozwiązano. Część oficerów przeniesiono do Oflagu II C – Woldenberg (Dobiegniew) a część do Oflagu II A – Prenzlau. Jeńców przenoszono do większych obozów, a w opuszczonych obozach umieszczano robotników przymusowych z okupowanych krajów. W późniejszych latach, gdy w rolnictwie i gospodarce brakowało rąk do pracy (mężczyźni walczyli na froncie wschodnim), rozwiązywano Stalagi i podoficerów kierowano do pracy przymusowej w rolnictwie, na kolei i przemyśle.